# Natalia del mar
Natalia del mar (en inglés simplificado a Natalia) es una telenovela venezolana producida y transmitida por la cadena Venevisión en el año 2011 y distribuida internacionalmente por Venevisión International. Original del escritor Alberto Gómez.
Está protagonizada por Sabrina Salvador y Manuel Sosa; y con las participaciones antagónicas de Víctor Cámara, Juliet Lima, Fedra López y Claudia La Gatta.
Fue estrenada el 28 de junio de 2011 y finalizó el 12 de marzo de 2012 en el horario vespertino de las 14hs. Retransmisión a partir del 14 de julio de 2015 a las 14:00 h como horario especial. A partir del 15 de julio de 2015 a las 13:00 h, sustituyendo a la exitosa telenovela Válgame Dios, también retransmitida en ese horario.

## Sinopsis
Esta es la historia de Natalia Uribe (Sabrina Salvador), una muchacha humilde y sencilla quien trabaja como vendedora en un pueblo en la Isla de Margarita y vive con su madre, Mirtha (Gigi Zanchetta). Natalia en realidad no es hija de Mirtha, sino de Paulina Andrade de Uzcátegui (Sabrina Salvador), una mujer millonaria que fue asesinada por su cuñada. Por este motivo, Mirtha crio a Natalia desde ese día y esta nunca supo la verdad de su origen.
Por su parte, Luis Manuel Moncada (Manuel Sosa) creció siempre rodeado de lujos con sus hermanos, Gerardo (Víctor Drija), Álvaro (Héctor Peña) y Mariana (Vanessa Pallas). Su padre, Valerio Moncada (Eduardo Serrano), un hombre recio y autoritario, siempre tuvo preferencia por Luis Manuel, quien en realidad no es hijo suyo sino de Adolfo Uzcátegui (Víctor Cámara) un hombre manipulador y déspota quien es el dueño de Playa Esperanza, pueblo que perteneció a la familia Moncada. Por este motivo, Adolfo es el peor enemigo de Valerio, esposo de Eleonora (Flor Elena González), que en el pasado estuvo enamorada de Adolfo y tuvo con él a Luis Manuel.
Al llegar Luis Manuel de Miami, se entera de que su familia y los Uzcátegui han firmado un acuerdo de paz, pero solo es un pretexto para beneficio propio para Valerio y Adolfo. Este acuerdo consiste en casar a Luis Manuel con la hija de Adolfo, Perla (Juliet Lima), una mujer frívola y ambiciosa que siempre estuvo obsesionada por Luis Manuel. El único problema es que Perla es bígama; está casada en secreto con Ernesto Valderrama (Damián Genovese), un hombre interesado y oportunista que está comprometido con Mariana Moncada, la hermana de Luis Manuel.
Después de la muerte de Mirtha, Natalia no tiene más opción que irse a vivir a Playa Esperanza con su abuelo, Jacinto (Fernando Flores), y sus medio hermanos, Rosarito (Juliette Pardau), quien es ciega de nacimiento, y Domingo (Christian McGaffney). A su regreso, Natalia se encuentra con Luis Manuel. Los dos ya se conocían desde pequeños, y este reencuentro sirve para despertar en ellos un gran amor.
En la mansión Uzcátegui vive Adolfo junto con su esposa, Irene (Rosalinda Serfaty); sus hijas, Perla (Juliet Lima) y Patricia (Rosanna Zanetti); su yerno, Octavio Valladares (Adrián Delgado), el esposo de Patricia un rufián ambicioso, y su cuñada, Sara (Fedra López) una mujer malvada viuda del hermano de Adolfo. Sara siempre odió a Irene, ya que siempre estuvo enamorada de Adolfo y por eso se quedó a vivir en la mansión Uzcátegui junto con su hijo, Julián (Daniel Martínez Campos), igual de malvado que su madre.
Natalia consigue trabajo como mucama en la mansión Uzcátegui; cuando Adolfo, se enamora profundamente de ella, pues es idéntica a Paulina, la primera esposa de Adolfo y madre de Natalia. Al verla, Adolfo decide conquistarla a cualquier precio. Incluso echa de la casa a Irene, por lo que esta pierde la razón.
En Playa Esperanza, Natalia también deberá enfrentarse a los chismes y habladurías de Pasionaria (Dora Mazzone), una mujer chismosa que vive con su sobrina, Candy Mileidys (Gioia Arismendi), y es dueña del bar del pueblo, donde nacen la mayoría de los chismes que envuelven a toda playa Esperanza.
Todos estos obstáculos tendrá que superar Luis Manuel para logar la felicidad junto con su amada "Natalia del Mar".

## Elenco
- Sabrina Salvador - Natalia Uribe / Natalia Moncada Andrade / Paulina Andrade de Uzcátegui
- Manuel Sosa - Luis Manuel Moncada Vega / Luis Manuel Uzcátegui Vega
- Víctor Cámara - Adolfo Uzcátegui
- Rosalinda Serfaty - Irene López
- Eduardo Serrano - Valerio Moncada
- Dora Mazzone - Pasionaria López
- Flor Elena González - Eleonora Vega de Moncada
- Juliet Lima -  Perla Uzcátegui López
- Adrián Delgado - Octavio Valladares
- Yul Bürkle -  Padre Bruno Baltazar / Diego Baltazar
- Fedra López - Sara Morales Vda. de Uzcátegui
- Franklin Virgüez - Baldomero Sánchez
- Christian McGaffney - Domingo Uribe
- María Antonieta Castillo - Loly Montesinos
- Victor Drija - Gerardo Moncada Vega
- Gioia Arismendi - Candys Mileidys Romero López / de Baltazar
- Damián Genovese - Ernesto Valderrama
- Roberto Lamarca - Teodoro Rivas
- Esther Orjuela - Fernanda de Rivas
- Rosita Vásquez - Pastora Pérez
- Romelia Agüero - Carmela Díaz
- Fernando Flores - Jacinto Uribe "El Iluminado"
- Dayra Lambis - Viviana de Sánchez "Vivianita"
- Juvel Vielma - "Piraña"
- Vanessa Pallas - Mariana Moncada Vega
- Rosanna Zanetti - Patricia Uzcátegui Andrade de Valladares
- Juliette Pardau - Rosario Uribe "Rosarito"
- Daniel Martínez Campos - Julián Uzcátegui Morales
- Héctor Peña - Álvaro Moncada Vega
- Nany Tovar - Sandra Pérez
- Rosmel Bustamante - "Pulpito"

### Actuaciones especiales
- Gigi Zanchetta - Mirtha Uribe
- Félix Loreto - Ramón Calzada
- Mirtha Pérez - Malúa
- Marisol Matheus - Rosita
- Gabriela Fleritt - Ruperta
- Sindy Lazo - Tania
- Luis Pérez Pons -  Don Pascual (Dueño de la arepera)
- Hernán Iturbe - Abogado Carlos Castañeda Romero
- Graziella Simancas Mazzone - Hippie buhonera
- Lucía Sanoja - Diana
- Carmen Alicia Lara - Silvia Abreu
- Antonio Delli - Óscar Uzcátegui
- Esperanza Magaz - Tirsa Andrade
- Claudia La Gatta - Estefanía Moncada
- Karen Pita - Vanessa Zamora
- José Madonía - Oswaldo Sandoval / Oswaldo Uzcátegui Abreu
- Herminia Martínez - Sofía de Moncada
- Margarita Hernández - Regina Abreu de Uzcátegui
- Candy Montesinos - Corina
- Rafael Romero - Detective policial
- Jorge Palacios - Esteban Palacios
- Chumico Romero - Madre superiora
- José Luis Useche - Maharajá
- Luis Gerónimo Abreu - Héctor
- Christian Rodriguez

## Curiosidades
- El nombre fue elegido por el público a través de la página del canal.[9]

- Las grabaciones iniciaron el día 6 de abril de este año; el 7 de junio salieron las primeras promos de la telenovela en el canal.[10]

- La presentación a la prensa se efectuó el miércoles 22 de junio del 2011.

### Parodia
- Natalia Infernal, fue una parodia que realizó el programa humorístico ¡A que te ríes!, el domingo 18 de marzo de 2012, en el horario de las 9 de la noche por Venevisión.[11][12]